# Sinterklaasbombardement
Het Sinterklaasbombardement was een bombardement van de Engelse Royal Air Force (RAF) op de Philipsfabrieken in de Nederlandse stad Eindhoven op zondag 6 december 1942. 

## Geschiedenis
De doelstelling van dit bombardement met de codenaam Operation Oyster was het lamleggen van de productie van onder andere radio-onderdelen voor de Duitse bezetter. Er werden 93 bommenwerpers ingezet. Bij het bombardement kwamen 140 burgers en 7 Duitse soldaten om het leven.